# 矮星
矮星（わいせい）(dwarf star)は、光度階級が、Vの恒星。主系列星ともいう。あるいは恒星に準じる天体で、大きさが特に小さいものをさす。
主系列星
- O型主系列星
- B型主系列星
- A型主系列星
- F型主系列星
- G型主系列星
- K型主系列星（橙色矮星）
- 赤色矮星（M型主系列星）

主系列星以外
- 白色矮星
- 褐色矮星
- 黒色矮星
- 青色矮星[要出典]